# Eutelia pyrospila
Eutelia pyrospila är en fjärilsart som beskrevs av Paul Mabille 1893. Eutelia pyrospila ingår i släktet Eutelia och familjen nattflyn. Inga underarter finns listade i Catalogue of Life.